# Paul R. Brown
Paul Richard Brown fue el octavo presidente de la Universidad de Monmouth en West Long Branch (Nueva Jersey), asumiendo el cargo el 1 de agosto de 2013, y formalmente inaugurado el 10 de abril de 2014. Fue precedido como presidente de la Universidad de Monmouth por Paul G. Gaffney II. Antes de su nombramiento en Monmouth, Brown se desempeñó como decano de la Facultad de Economía y Negocios de la Universidad de Lehigh de 2007 a 2013.
Como presidente de la Universidad de Monmouth, Brown dirigió e implementó un proceso integral de planificación estratégica para establecer la trayectoria a largo plazo de la universidad, implementó mejoras sustanciales en el campus tanto del campus físico como la construcción de una nueva instalación científica, 
la mayor inversión en instalaciones académicas en la historia universitaria y programas académicos, incluido el establecimiento del Instituto de Salud y Bienestar, y una afiliación con el Museo Grammy, estableciendo los Archivos de Bruce Springsteen y el Centro de Música Estadounidense, mientras lidera la universidad para registrar los niveles de inscripción de estudiantes y sus niveles más altos fuera del apoyo financiero, 
incluida una subvención de 5 millones de dólares de la Marine Science & Policy Challenge Grant para el Urban Coast Institute de la universidad. También defendió el papel de los programas de atletismo amateur, haciendo hincapié en la importancia de proporcionar una educación significativa a los estudiantes atletas.
En abril de 2015, Brown fue nombrado miembro de la Junta de Fideicomisarios de Monmouth Conservation Foundation, una organización sin ánimo de lucro que ha preservado en colaboración más de 22 500 acres de espacios abiertos y hábitats naturales en todo el condado de Monmouth con asociaciones entre entidades públicas y privadas desde su fundación en 1977.
El 28 de febrero de 2017 se anunció que Brown comenzaría un año sabático que concluyó con su retiro de la universidad. El exvicepresidente y consejero general, Grey J. Dimenna, fue nombrado sucesor de Brown.

## Carrera temprana
Bajo el liderazgo de Brown en la Universidad de Lehigh, la Facultad de Negocios y Economía completó un plan estratégico transformador y amplio. Durante su mandato, BusinessWeek clasificó a la Facultad de Negocios y Economía de Lehigh en el puesto 31 entre los programas de negocios de pregrado, y clasificó el MBA a tiempo parcial de Lehigh en el puesto 15 del país y el tercero de la región en 2011. Entrepreneur Magazine y The Princeton Review nombraron a Lehigh como la 24ª mejor universidad de pregrado en emprendimiento en 2012.
Brown logró niveles históricamente altos de matriculación en programas de pregrado y posgrado e implementó cambios importantes que se centraron en el liderazgo del programa de pregrado y posgrado, así como el liderazgo de los centros reconocidos a nivel nacional del College, recaudó más de 40 millones de dólares en fondos no restringidos y para cátedras de docentes dotados.
Antes de unirse a Lehigh, Brown pasó más de veinte años en la Escuela de Negocios Stern de la Universidad de Nueva York, donde ocupó diversos cargos académicos y administrativos superiores tanto a nivel escolar como universitario. Se desempeñó como decano asociado de Programas MBA ejecutivos y director académico de TRIUM, el programa MBA ejecutivo global en la Stern de la Universidad de Nueva York en alianza con la Escuela de Economía y Ciencias Políticas de Londres (LSE) y Escuela de Estudios Superiores de Comercio de París. También se desempeñó como presidente del Departamento de Contabilidad, Impuestos y Derecho Comercial en la Stern de la Universidad de Nueva York y durante su presidencia lideró muchos currículos e iniciativas estratégicas programáticas y revisiones tanto a nivel departamental como escolar.
Brown también se desempeñó en las facultades de la Escuela de Administración de la Universidad Yale, el Instituto Europeo de Administración de Empresas (INSEAD) y la Universidad Internacional de Japón, además de ser conferenciante invitado en universidades de China, Singapur y Brasil.
Sus intereses de investigación en informes y análisis financieros incluyen análisis de estados financieros y valoración de firmas, análisis de políticas regulatorias FASB/SEC, informes y análisis internacionales, y medición y administración de ganancias.

## Formación académica
Brown se graduó Phi Beta Kappa en el Franklin & Marshall College, donde recibió su Licenciatura en Artes, y recibió su Doctorado en Filosofía y su Maestría en Contabilidad Profesional de la Universidad de Texas en Austin. El 7 de junio de 2014, la Asociación de Antiguos Alumnos de Franklin & Marshall honró a Brown con un Alumni Citation Award, indicándolo como miembro de la Society of Distinguished Alumni de la universidad.

## Libros
Brown es profesor de contabilidad con énfasis en análisis financiero y gobierno. Es coautor de Informes financieros, análisis de estados financieros y valoración: una perspectiva estratégica (hasta la sexta edición), un libro de texto ampliamente utilizado en programas de pregrado, MBA y educación ejecutiva. Además, es el autor del libro electrónico Fundamentos de análisis de estados financieros, que se utiliza tanto en la enseñanza tradicional como en la configuración de aprendizaje a distancia en modo mixto.